# ニューロロボティクス
ニューロロボティクス（英語：Nurorobotics）は、神経科学、脳科学、人工知能、ロボティクスを合わせた学際的な研究領域。工学の観点からは脳神経系の応用が期待され、理学・科学的観点からはロボットを用いて脳神経系のメカニズムの解明を目指している。生物の神経とセンサ・アクチュエータを結合させたハイブリッドのニューロロボットが用いられ、ニューロドライビングやニューロリハビリテーションなどの関連技術がある。1980年頃に提唱されたものの、2016年現在になってもその領域は定まっていないとされる。